# Arômes au Gène de Marc

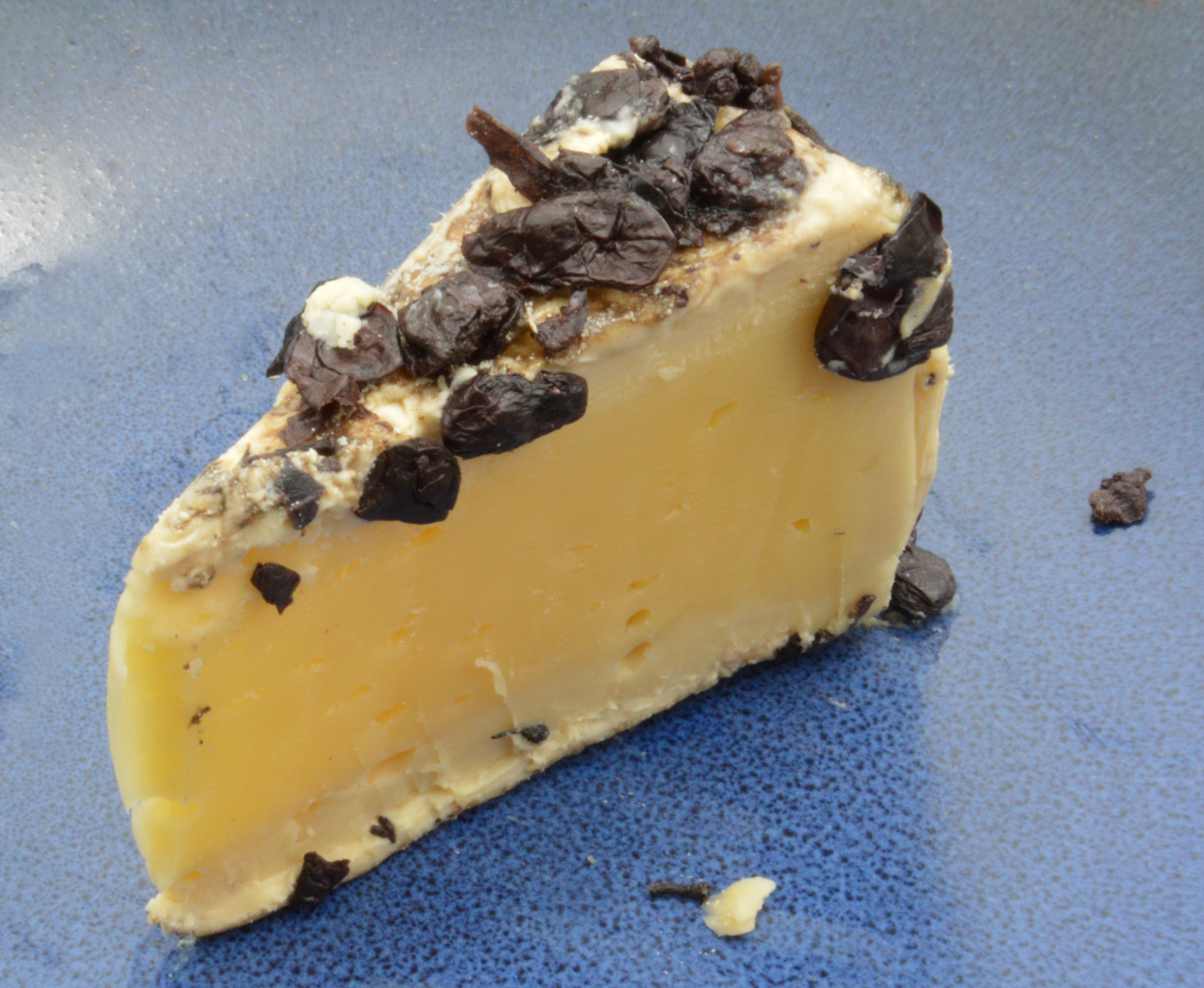
Arômes au Gène de Marc

Arômes au Gène de Marc bzw. Arôme de Lyon oder Arôme lyonnais ist eine französische Käsespezialität, die vor allem im Herbst gegessen wird. Dabei wird ein gereifter Käselaib, beispielsweise Rigotte, Saint-Marcellin, Pélargon oder Picodon, über einen Zeitraum von mindestens einem Monat in einem Fass oder einem großen Glas voll mit Marc, einem Tresterschnaps, gelagert. Das Aroma des Schnapses durchdringt und aromatisiert ihn.
Zu dem Käse wird entweder Marc getrunken oder ein Muskatwein. 
Das Rezept hat sich, ähnlich wie Arômes au Vin Blanc, Le Pitchou oder Crottin de Berry à l’Huile d’Olive, aus der Konservierung verderblicher Käsearten entwickelt.